# Francesc Español i Coll
Francesc Español Coll (Valls, 8 d'octubre de 1907 - Barcelona, 29 de juny de 1999) va ser un rellevant entomòleg català, especialitzat en l'estudi dels coleòpters.
Va publicar més de 400 articles científics en què va descriure més de 500 tàxons nous per a la ciència (gèneres, subgèneres, espècies i subespècies), sobretot de fauna cavernícola i de les famílies Tenebrionidae i Anobiidae. Va ser el fundador de la bioespeleologia a Espanya. El 1984 va rebre la Medalla Narcís Monturiol.

## Biografia
Francesc Español Coll va néixer a Valls (Alt Camp), el 8 d'octubre de 1907. Era fill d'un destacat advocat de Vallls, i la família de la seva mare era propietària del Castells de Valls; la seva germana Felipa destacà com a bibliotecària i atleta. Va estudiar batxillerat a Tarragona i va cursar estudis de farmàcia a la Universitat de Barcelona, on es va llicenciar el 1935. De seguida, però, va mostrar una gran afició per l'entomologia i mai es va dedicar a la farmàcia; ja des del 1924 treballava al Museu de Zoologia de Barcelona, del qual seria nomenat regent d'Entomologia el 1932. El 1941 va ser nomenat Conservador del Museu i el 1966 director d'aquesta institució, encara que ja havia actuat com el seu màxim responsable des de 1939. El 1969 va ingressar a la Reial Acadèmia de Ciències i Arts de Barcelona. Entre 1970 i 1975 va ser professor de zoologia (invertebrats artròpodes) a la Facultat de Ciències de la Universitat de Barcelona. El 1982 va ser nomenat Doctor Honoris Causa per la Universitat Autònoma de Barcelona.
La seva tasca científica es va centrar en els coleòpters, especialment en la seva taxonomia i en els aspectes biogeogràfics. Als 17 anys va realitzar la seva primera exploració en una cavitat subterrània per recollir fauna cavernícola, descobrint una nova espècie de coleòpter cavernícola, Speophilus espanoli, el que va acréixer la seva afició a la bioespeleologia. Al llarg de la seva vida va explorar més de 1.500 coves.
Un altre dels aspectes que cal destacar de Francesc Espanyol és la seva influència sobre els joves. Molts entomòlegs catalans de la segona meitat del segle xx han estat deixebles seus i van freqüentar el Museu de Zoologia de Barcelona a la recerca del seu consell i ajuda.

## Obres sobre Francesc Español
- Escola Catalana d'Espeleologia, 1981. Francesc Español, 50 anys d'obra bioespeleològica. Federació Catalana d'Espeleologia, Barcelona (recopila 77 articles científics de l'autor centrats en bioespeleologia).
- Vol. 14 de Miscel·lània de L'Alt Camp: Quaderns de Vilaniu, 1988. Volum monogràfic dedicat al Dr. Español amb 19 articles sobre diferents aspectes de la seva figura i una llista detallada dels seus treballs i tàxons descrits.
- Obra taxonòmica del Dr. Francesc Español., 1995. A. Viñolas, O. Escolà & J. Vives. Treballs del Museu de Zoologia. Número 7, Barcelona. Informació completa sobre l'obra taxonòmica del Dr. Español fins al 1995, amb un llistat sistemàtic dels tàxons i bibliografia.